# مياه معلبة

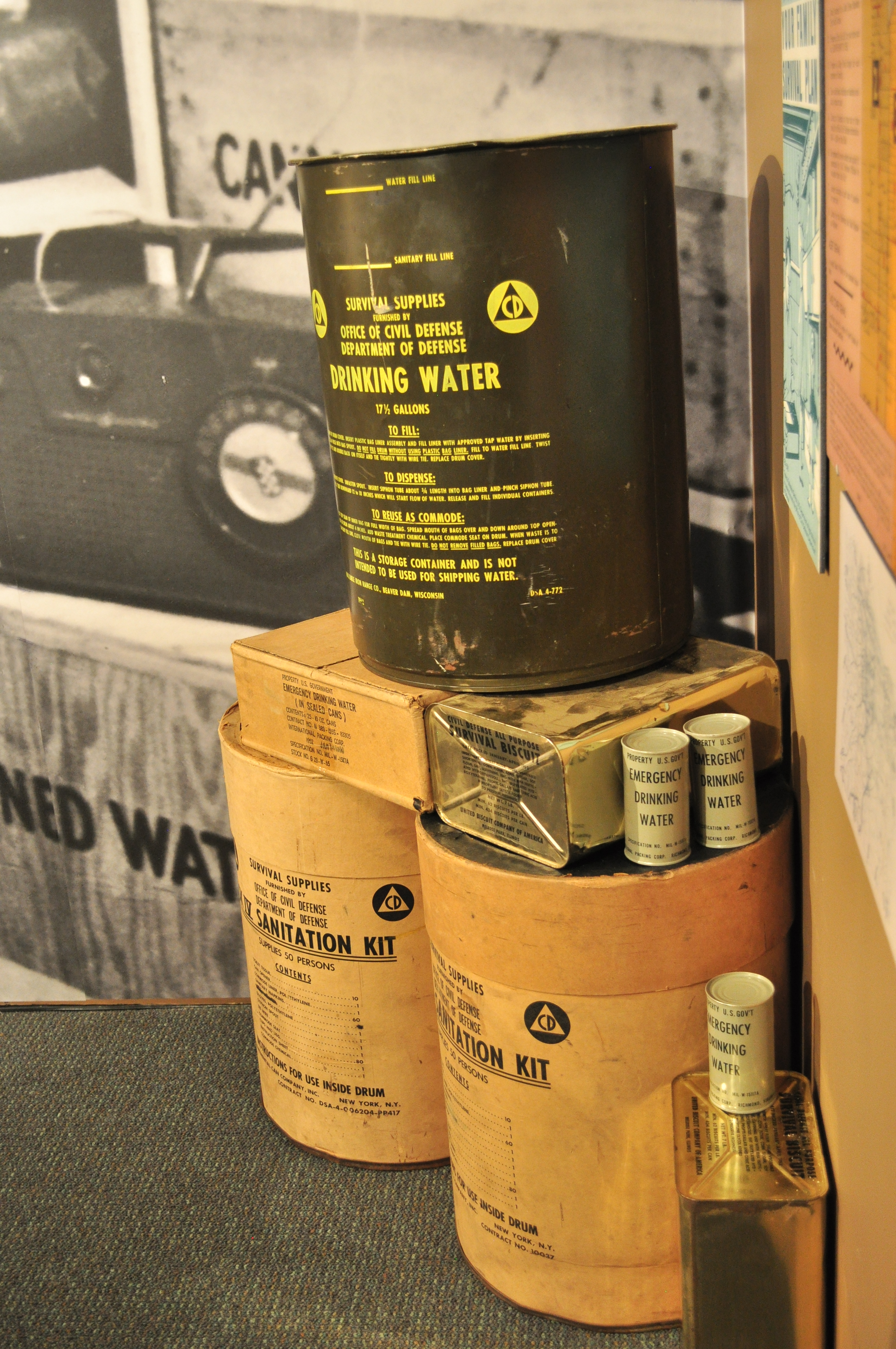

المياه المعلبة (بالإنجليزية: Canned water)‏ هي مياه الشرب المعبأة في علب من الصفيح أو في علب المشروبات، وتعتبر بديلاً أقل شيوعاً من المياه المعبأة في زجاجات. وتستخدم المياه المعلبة في المقام الأول حين يتم تعيين التخزين أو أنظمة التوزيع للعلب، أو عندما يتم استخدام أنظمة التعليب لامدادات المياه في حالات الطوارئ.